# Anton Bittruf
Anton Bittruf (ur. 1912, data śmierci nieznana) – zbrodniarz nazistowski, członek załogi niemieckiego obozu koncentracyjnego Dachau i SS-Oberscharführer.
Z zawodu wikliniarz. Członek SS (od 1 listopada 1933) i Waffen-SS. W maju 1934 rozpoczął służbę w Dachau, gdzie między innymi w 1939 kierował obozową zbrojownią. Od sierpnia 1941 do października 1942 kierował komandem więźniarskim w bloku 29. Następnie do marca 1945 pracował w obozowej cenzurze pocztowej, po czym skierowano go na front.   
Po zakończeniu wojny Bittruf został osądzony przez amerykański Trybunał Wojskowy w Dachau w dniach 29 sierpnia - 3 września 1947. Postawiono mu trzy zarzuty. Po pierwsze strzelanie z bliska wraz z innymi esesmanami do więźniów narodowości czeskiej, których rozładowywano na obozowej rampie we wrześniu 1939. Trybunał ustalił, iż oskarżony oddał wówczas około 20 strzałów. Drugi zarzut obejmował uczestnictwo Bittrufa w egzekucjach, które miały miejsce w latach 1941–942. Wreszcie oskarżono go również za udział w katowaniu więźniów narodowości francuskiej w sierpniu 1944, z których trzystu przy tej okazji zginęło. Bittruf skazany został na karę śmierci przez powieszenie. Wyrok jednak unieważniono 3 lutego 1948. Komisja rewizyjna uznała bowiem, iż zeznania świadków oskarżenia w tej sprawie nie są wiarygodne.    